# Let It Be (musikalbum av Laibach)
Let It Be är det femte albumet av gruppen Laibach, utgivet 1988. Det är en coverversion av The Beatles album Let It Be, inspelat med Laibachs speciella stil med militära rytmer och körer. Titelspåret finns inte med och "Maggie Mae" är utbytt mot en tysk folksång. "For You Blue" är egentligen en cover på Moondogs "Crescent Moon March".

## Låtlista
1. "Get Back" (Lennon/McCartney) – 4:25
2. "Two of Us" (Lennon/McCartney) – 4:04
3. "Dig a Pony" (Lennon/McCartney) – 4:40
4. "I Me Mine" (Harrison) – 4:41
5. "Across the Universe" (Lennon/McCartney) – 4:15
6. "Dig It" (Harrison/Lennon/McCartney/Starr) – 1:32
7. "I've Got a Feeling" (Lennon/McCartney) – 4:34
8. "The Long and Winding Road" (Lennon/McCartney) – 1:49
9. "One After 909" (Lennon/McCartney) – 3:20
10. "For You Blue" (Hardin) – 5:10
11. "Maggie Mae (Auf der Lüneburger Heide & Was gleicht wohl auf Erden)" (Traditional) – 3:41